# Robert Spencer Carr
Robert Spencer Carr (26 tháng 3 năm 1909 – 28 tháng 4 năm 1994) là nhà văn khoa học viễn tưởng và kỳ ảo người Mỹ. Ông từng bán tác phẩm đầu tay của mình cho tạp chí giật gân Weird Tales lúc mới 15 tuổi. Vào năm 17 tuổi, cuốn tiểu thuyết The Rampant Age của ông đã thành công vang dội và dẫn đến một hợp đồng làm phim.

## Vụ tử thi người ngoài hành tinh
Tháng 1 năm 1974, các báo tường thuật một câu chuyện được cho là của Carr rằng hai chiếc đĩa bay đang được cất giữ trong "Hangar 18" tại Căn cứ Không quân Wright–Patterson. Đến tháng 10, báo chí đưa tin rằng Carr cũng tin vào trò lừa bịp UFO Aztec, New Mexico, với lời cáo buộc rằng 12 thi thể người ngoài hành tinh "cao từ ba đến bốn feet; da trắng; tóc sáng; mắt xanh" được quân đội Mỹ thu hồi và khám nghiệm tử thi. Sau khi Carr công khai xác nhận vụ Thượng nghị sĩ Barry Goldwater đã yêu cầu và bị giới quan chức quân đội từ chối cho vào, Goldwater được cho là đã nói với cánh nhà báo về một sự cố mà ông bị từ chối tiếp cận một cơ sở quân sự, nhưng chẳng biết gì về "12 người nhỏ bé" nào cả. Một phát ngôn viên của Wright–Patterson đã phủ nhận tuyên bố này, nói thêm rằng không có "Hangar 18" nào trong căn cứ này. Họ lưu ý những điểm tương đồng giữa câu chuyện của Carr và cuốn tiểu thuyết năm 1969 nhan đề The Fortec Conspiracy.
Con trai của Carr về sau viết về cha mình rằng "ông chưa bao giờ học đại học hay có bất kỳ bằng cấp cao nào - nhưng ông được gọi là 'Giáo sư Carr' trong các tài liệu viết về UFO. Trong nhiều bài báo của mình, ông tự gọi mình là 'Tiến sĩ Carr'". Carr tuyên bố rằng ông có kiến thức về việc khám nghiệm tử thi một người ngoài hành tinh đến từ không gian tại một căn cứ quân sự của Mỹ.

## Tác phẩm
- Spider-Bite (1926)
- The Rampant Age (1928)
- The Bells of St. Ivan's (1944)
- The Room Beyond (1948)
- Beyond Infinity (1951, tập truyện)